# Município de Youngsville
O município de Youngsville (em inglês: Youngsville Township) é um localização localizado no  condado de Franklin no estado estadounidense da Carolina do Norte. No ano 2010 tinha uma população de 14.423 habitantes.

## Geografia
O município de Youngsville encontra-se localizado nas coordenadas 36° 02′ 09,76″ N, 78° 27′ 55,13″ O.